# Jerzy Otfinowski
Jerzy Otfinowski (ur. 25 września 1907 w Wieliczce  – zm. 4 października 2000 w Krakowie) – polski piłkarz, występujący na pozycji bramkarza, jednokrotny reprezentant Polski.

## Kariera klubowa
Całą swoją karierę związał z Krakowem. Jest wychowankiem Korony Kraków. Następnie, w 1924 roku, występował w Cracovii, by w latach 1925–1928 reprezentować barwy Podgórza Kraków. Jego ostatnim klubem była ponownie Cracovia, w której grał do 1934 roku.

## Kariera reprezentacyjna
Jedynym meczem Otfinowskiego w reprezentacji Polski było spotkanie z Jugosławią, rozegrane 29 maja 1932 w Zagrzebiu.